# Bernd Herrmann
Bernhard Erich « Bernd » Herrmann  (né le 22 novembre 1951 à Espenau) est un athlète allemand spécialiste du 400 mètres.

## Carrière sportive
Il fait ses débuts sur la scène internationale en 1972 à l'occasion des Jeux olympiques de Munich, se classant quatrième de la finale du relais 4 × 400 mètres. En 1974, l'Allemand remporte la médaille de bronze du 400 mètres des Championnats d'Europe de Rome, derrière son compatriote Karl Honz et le Britannique David Jenkins. Il établit cette même année la meilleure performance de sa carrière sur le tour de piste avec le temps de 45 s 10.
Bernd Herrmann participe aux Jeux olympiques de 1976 et remporte la médaille de bronze du 4 × 400 m aux côtés de Franz-Peter Hofmeister, Lothar Krieg et Harald Schmid, s'inclinant par ailleurs en demi-finale de l'épreuve individuelle. Il obtient le plus grand succès de sa carrière lors de la saison 1978 en s'adjugeant le titre du relais 4 × 400 m lors des Championnats d'Europe de Prague, en compagnie de Martin Weppler, Franz-Peter Hofmeister et Harald Schmid. L'équipe d'Allemagne devance avec le temps de 3 min 02 s 03 la Pologne et la Tchécoslovaquie.

## Palmarès
| Année | Compétition           | Lieu     | Place | Épreuve   |
| ----- | --------------------- | -------- | ----- | --------- |
| 1972  | Jeux olympiques       | Munich   | 4e    | 4 × 400 m |
| 1974  | Championnats d'Europe | Rome     | 3e    | 400 m     |
| 1976  | Jeux olympiques       | Montréal | 3e    | 4 × 400 m |
| 1978  | Championnats d'Europe | Prague   | 1er   | 4 × 400 m |